# كازينوفيا (نيويورك)
كازينوفيا (بالإنجليزية: Cazenovia, New York)‏ هي بلدة أمريكية تقع في الولايات المتحدة في نيويورك (ولاية). يقدر عدد سكانها بـ 7,086 نسمة .

## أعلام
- إدوارد غريفين بيكويذ
- تشارلز إس. فيرتشايلد
- يوليوس وايت